# Vaea Ferrand
Vaea Kealoha Ferrand (Castres, 10 marzo 1994) è una modella francese incoronata Miss Tahiti 2016.

## Biografia
Nata a Castres, vive a Papeete.
Ha vinto la fascia di Miss Tahiti 2016 e partecipato a Miss Francia 2017 classificandosi terza.